# Grafheuvels in België

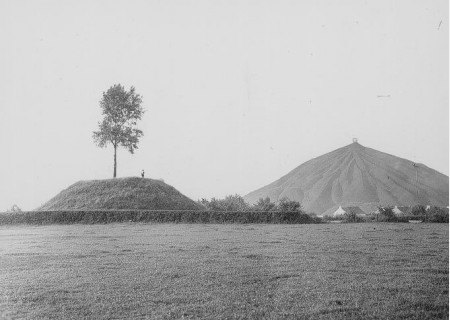
Tumulus van Marcinelle, België

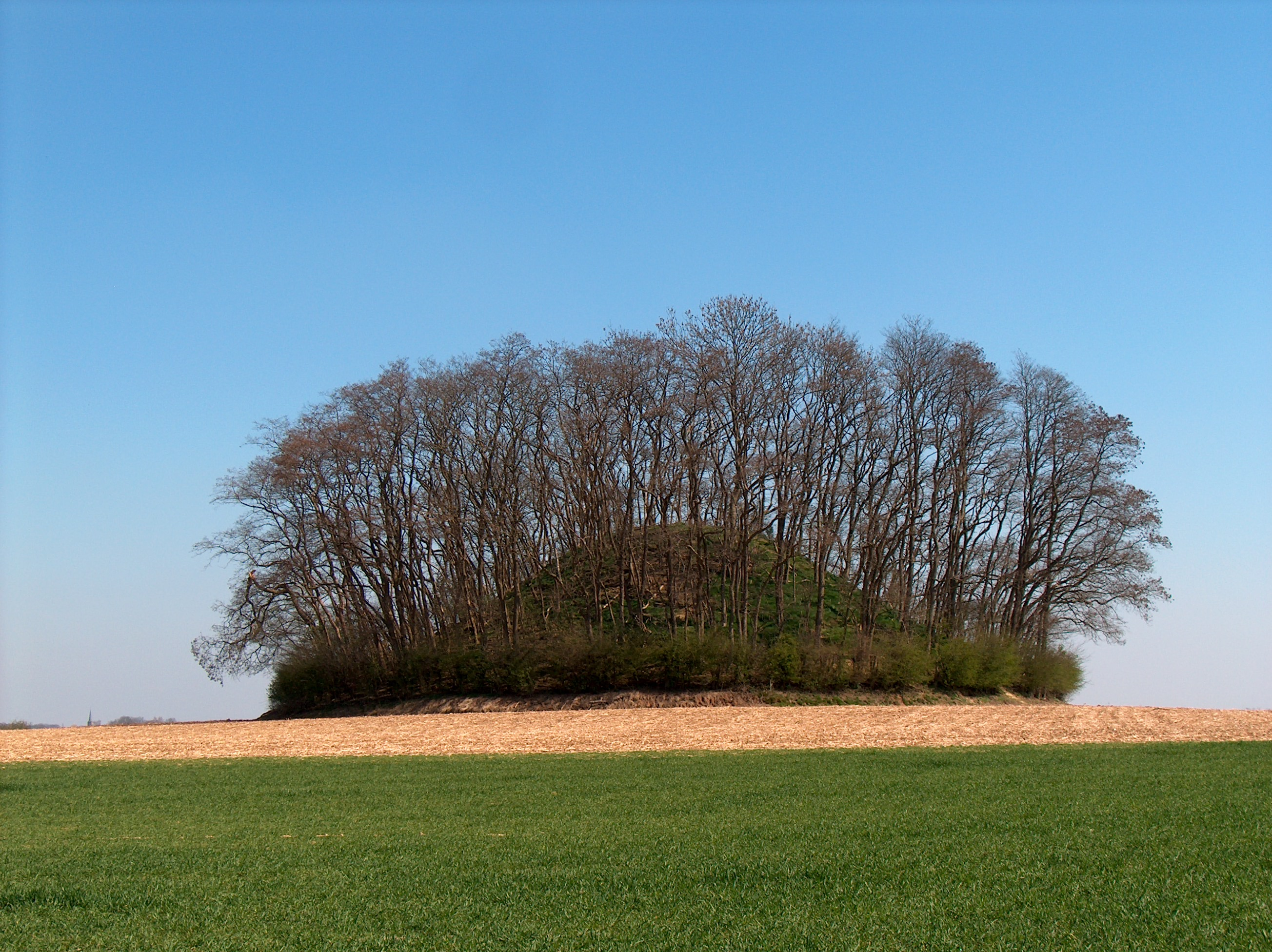
Tumulus van Hottomont, een grafheuvel in Grand-Rosière-Hottomont, België

De grafheuvels in België zijn afkomstig uit zeer verschillende periodes, van de late steentijd tot de Romeinse tijd.

## Vindplaatsen
- Hamont-Achel - In de omgeving zijn meerdere grafheuvels aangetroffen, zie grafheuvels van Hamont-Achel.
- Ronse In de omgeving zijn zeventien grafheuvels blootgelegd.
- Op de Kattenbosserheide zijn grafheuvels uit de Urnenveldencultuur aangetroffen.
- Langs de Via Belgica zijn vele grafheuvels uit de bronstijd, ijzertijd en Romeinse tijd aangetroffen.
- Avernas-le-Bauduin zijn meerdere grafheuvels aangetroffen.
- Linden en Pellenberg - grafheuvels aangetroffen.
- Oudegem - grafheuvels aangetroffen.
- Ravels: Grafveld Het Heike
- Vaalbeek/Leuven: Monarkengraf en ringwalheuvel
- Bosvoorde: Tumuli van het Zoniënwoud

## Gallo-Romeinse tumuli
In de tweede eeuw na Christus werden meer dan 150 tumuli opgericht langs Romeinse heirbanen in de Civitas Tungrorum. Een goed voorbeeld hiervan zijn de 'Drie Tommen', de tumuli van Tienen in Vlaams-Brabant, die bij de opgraving in 1894 belangrijke kunstschatten prijsgaven.

## Trivia
- De tumuli van Tienen deden in Vlaanderen mee aan de competitie voor het Canvas-programma Monumentenstrijd.[1]
- 'Oudenberg' zou een verbastering zijn van 'Odinberg', dus de berg gewijd aan de Noorse oppergod Odin. De huidige Kapel van Onze-Lieve-Vrouw van Oudenberg zou staan op de plek van het heiligdom. De Oudenberg zou een grafheuvel zijn.

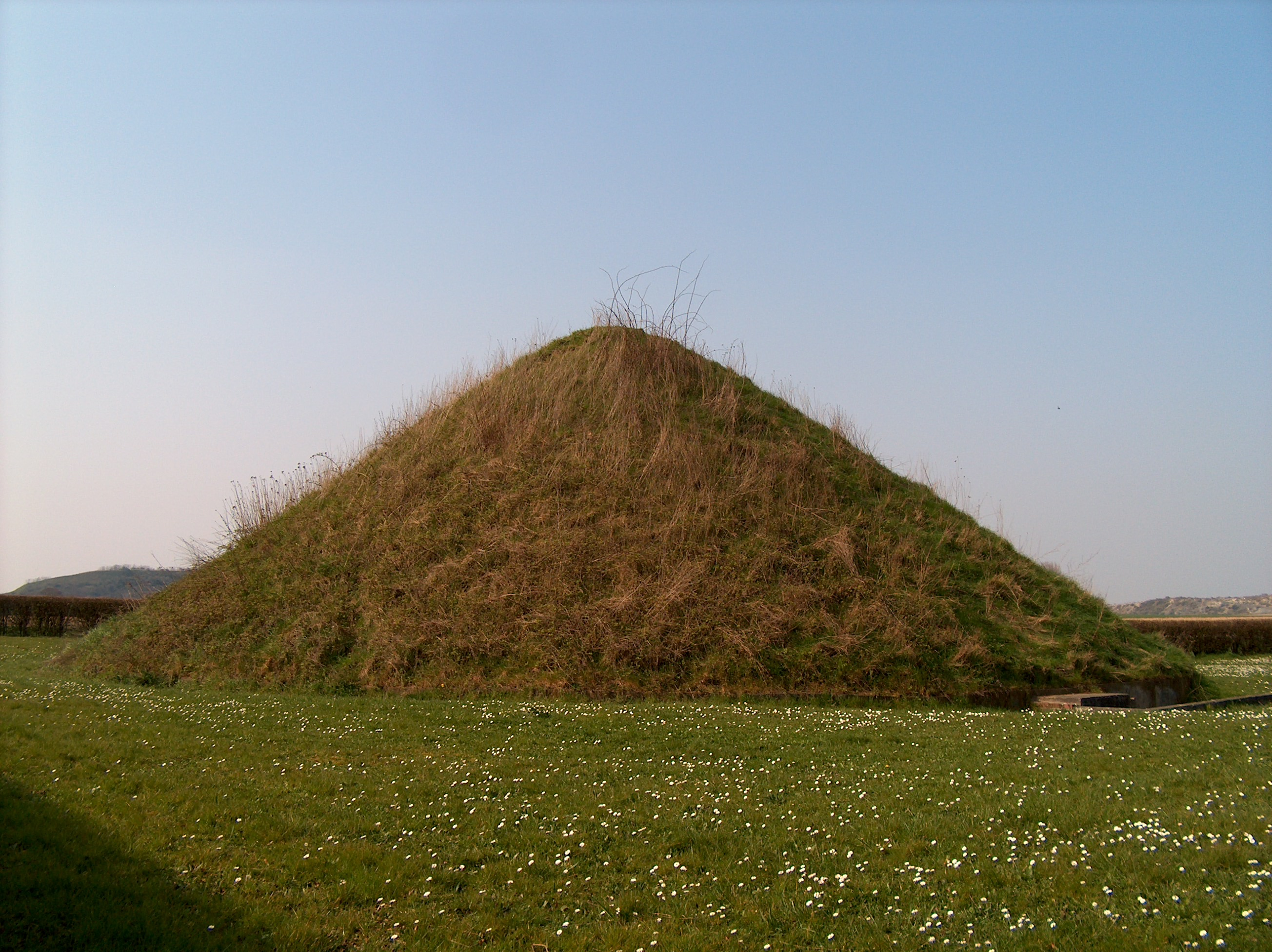
Grafheuvel in Antoing
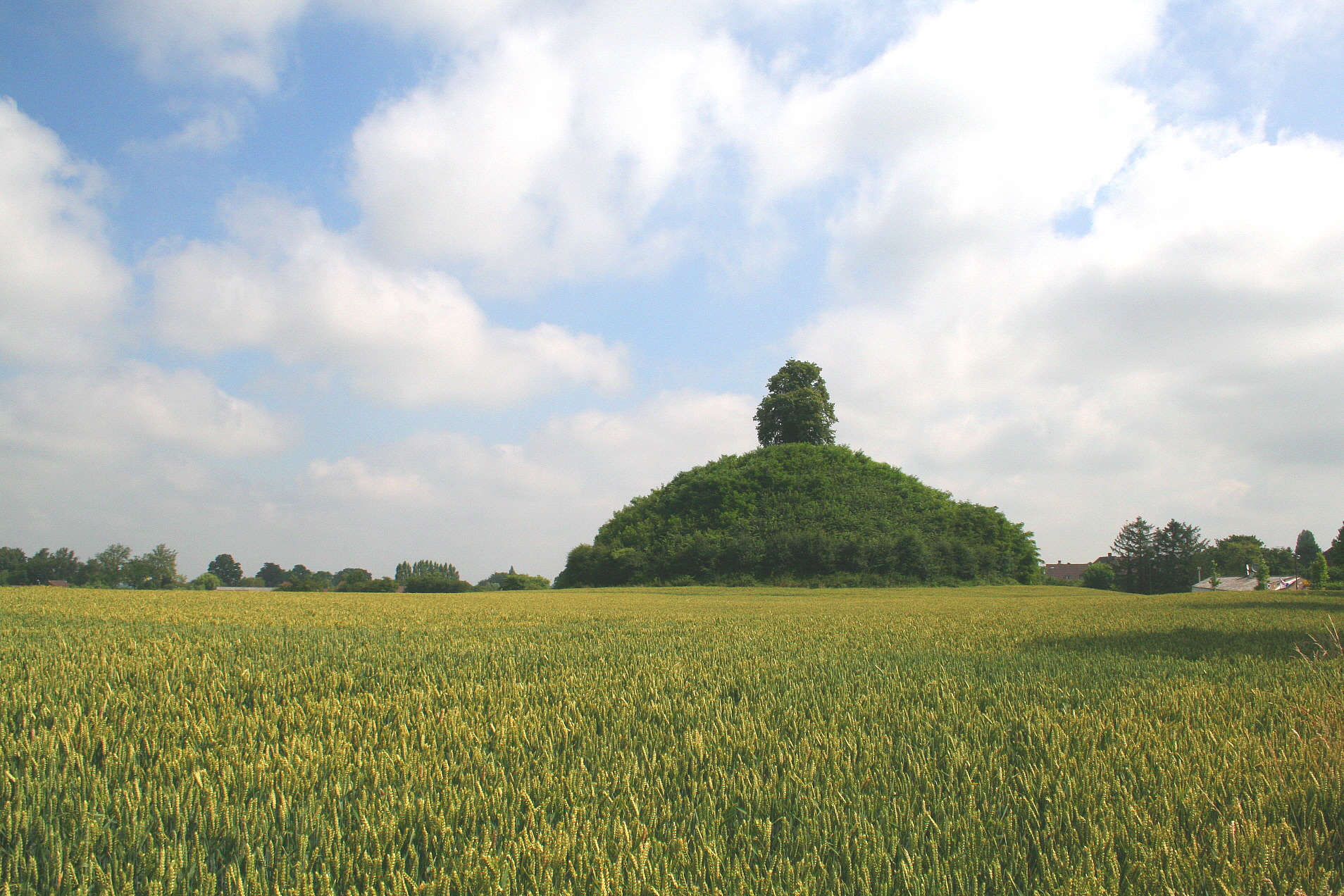
Tumulus van Glimes
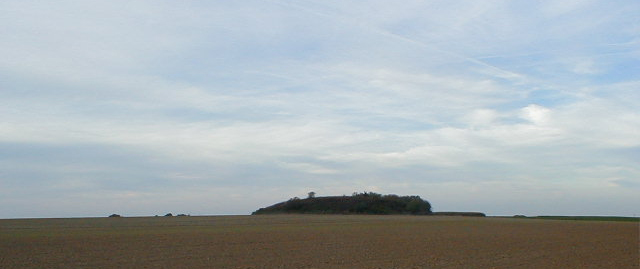
De Plattetombe bij Waasmont
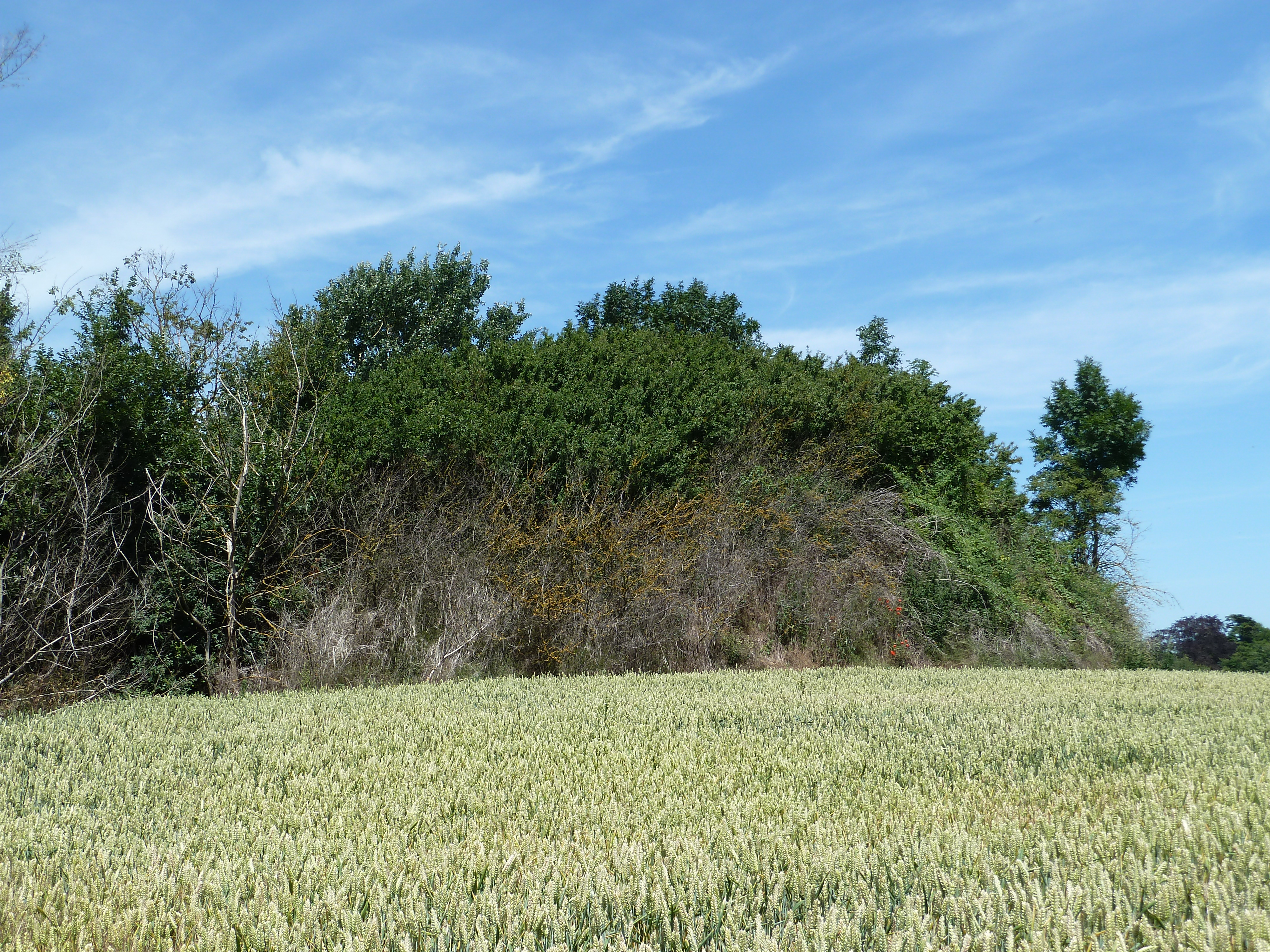
Tumulus van Middelwinden